# Galina Samsova
Galina Martinovna Samsova, in russo Галина Мартиновна Самсова?, nata Samcova, Самцова (Stalingrado, 17 marzo 1937 – Londra, 11 dicembre 2021), è stata una ballerina e direttrice teatrale russa.

## Primi anni e formazione
Nata a Stalingrado (ora Volgograd) nel sudovest della Russia, ha iniziato a praticare il balletto in tenera età. Studiò alla Scuola dell'Opera di Kiev con Natal'ja Verekundova e nel 1956 si diplomò al Balletto dell'Opera di Kiev, dove divenne solista. Nel 1960 sposò l'insegnante di danza canadese-ucraino Alexander Ursuliak e si trasferì con lui in Canada. L'anno seguente, nel 1961, entrò nel National Ballet of Canada di Toronto, dopo aver semplificato l'ortografia del suo nome da ragazza da Samtsova a Samsova. Ingaggiata come solista, fu in breve promossa a ballerina principale e interpretò ruoli da protagonista in Il lago dei cigni e Giselle, oltre che in opere di Balanchine, Tudor e Cranko.

## Carriera da artista
Nel 1963 la Samsova era in visita a Londra quando fu raccomandata a Raymundo de Larraín, nipote del marchese di Cuevas, per il ruolo di protagonista nella sua sontuosa nuova produzione di Cenerentola di Prokofiev, coreografata da Vaslav Orlikovskij e presentata al Festival Internazionale di Danza di Parigi. Nel suo debutto nell'Europa occidentale in quel ruolo, che ballò quasi ogni giorno per un mese, la Samsova vinse la medaglia d'oro del festival per l'esibizione come ballerina (Rudol'f Nureev vinse la medaglia d'oro come ballerino). La sua interpretazione lirica di Cenerentola ebbe anche come risultato l'invito a dare spettacoli ospiti in molte compagnie, tra cui il Balletto dell'Opera di Marsiglia e il London Festival Ballet.
Samsova entrò a far parte del London Festival Ballet come artista ospite nel 1964, ma presto diventò un membro permanente della compagnia, danzando come ballerina principale per quasi un decennio, fino al 1973. Mentre era lì, formò una partnership con David Adams, esibendosi in virtuosistiche esibizioni come Spring Waters e il pas de deux Medora-Ali da Le Corsaire, classici del balletto come Il lago dei cigni e La bella addormentata nel bosco e molti altri lavori. La coppia vinse la medaglia d'oro al Festival dell'Opera di Madrid, per la sua interpretazione di Giselle. Nel 1966 la Samsova andò a Johannesburg, in Sudafrica, per ballare come artista ospite in un'altra produzione di Cenerentola, messa in scena dalla coreografa francese Françoise Adret per il PACT/TRUK Ballet. Il ruolo del principe azzurro in questa produzione fu interpretato da André Prokovsky, un ballerino franco-russo che la Samsova aveva incontrato a Marsiglia e che avrebbe presto iniziato a svolgere un ruolo importante nella sua vita. Non solo suo compagno sul palco, ma sarebbe diventato il suo secondo marito, dopo il fallimento del suo primo matrimonio.
Durante i suoi ultimi anni con il London Festival Ballet, la Samsova formò un'acclamata collaborazione con Prokovsky. Ballarono insieme in numerosi lavori nel repertorio della compagnia, creando ruoli da protagonista in The Unknown Island (1969) di Jack Carter, in Otello e La Péri (entrambi del 1971) di Peter Darrell, e in Dvořák Variations (1970) e Mozartiana (1973) di Ronald Hynd. La Samsova e Prokovsky si sposarono nel 1972 e lasciarono il London Festival Ballet nel 1973 per dirigere ed esibirsi nella loro stessa compagnia. Questo divenne presto il New London Ballet, una compagnia classica di quattordici ballerini che fece tournée in Gran Bretagna e all'estero con un repertorio composto principalmente da opere appena create. Dopo che la compagnia si sciolse nel 1977, a causa delle inaccetabili pretese del sindacato dei musicisti di Londra, la Samsova seguì Prokovsky in Italia, dove aveva accettato la direzione del Balletto dell'Opera di Roma per due anni. Oltre a ballare con quella compagnia, la Samsova fece apparizioni con compagnie in Francia, Germania, Hong Kong, Canada, Stati Uniti, Sud Africa e Inghilterra.
Nel 1978 ballò come ospite al Sadler's Wells Royal Ballet (ora chiamato Birmingham Royal Ballet), prima di entrare nella compagnia come preside e insegnante due anni dopo, nel 1980. Durante i suoi dieci anni con questa compagnia mise in scena il grand pas dell'atto 2 di Paquita (1980) e montò, in collaborazione con Peter Wright, una produzione de Il lago dei cigni (1981).

## Anni successivi
Dopo essersi ritirata dalle scene, la Samsova divenne direttore artistico dello Scottish Ballet di Glasgow nel 1991, succedendo al suo fondatore, Peter Darrell, che era morto nel 1987. La Samsova mise in evidenza i classici nel repertorio, montando la sua versione del terzo atto di Rajmonda (1990) e introdusse opere neoclassiche di Balanchine, Robert Cohan e Mark Baldwin, tra gli altri. Si dimise nel 1997. Da allora la Samsova, divorziata da Prokovsky nel 1981, torno a casa a Londra, dove è stata la guida di giovani ballerini emergenti. Ha anche continuato la sua carriera come giurata alle competizioni internazionali di danza a Parigi, Mosca, Kiev, Shanghai e Jackson, nel Mississippi.